# Mine d'Anaconda
La mine d'Anaconda est une ancienne mine à ciel ouvert de cuivre située dans le Comté de Lyon au Nevada. La mine a commencé sa production en 1952, après une première phase de production commencée dès 1918, et voit celle-ci s'arrêter en 1978.